# Uzbekistan i olympiska vinterspelen 2018
Uzbekistan deltog i de olympiska vinterspelen 2018 i Pyeongchang, Sydkorea, med en trupp på två atleter (två män) fördelat på två  sporter.
Vid invigningsceremonin bars Uzbekistans flagga av alpina skidåkaren Komiljon Tukhtaev.